# Aleksander Wichrowski
Aleksander Wichrowski herbu Pomian – cześnik brzeskokujawski w latach 1620–1651.
Poseł na sejm 1624 roku.